# 風眼
风眼是强烈热带气旋中心天气情况相对平静的区域，通常呈圆形，直径大多在30到65公里之间，周围由眼牆环绕，后者是环状的强烈雷暴区，通常是气旋中天气最恶劣的地方。风眼中拥有整个气旋的最低气压，可比风暴外的气压低15%。
强烈热带气旋中的风眼通常云淡风轻，四面八方均环绕着密集、均匀的风眼墙。相对较弱的热带气旋中风眼界线较为模糊，并且有可能会被中心密集雲團——一种高厚云层区域，在卫星图像上显示成亮区——掩盖。强度更弱或是组织结构紊乱的风暴中也可能存在风眼墙，但不足以完全闭合将风眼环绕起来，或是风眼区域内会出现暴雨。不过无论是哪种风暴，风眼都是气压最低的区域。

## 结构

成熟热带气旋的横截面图，箭头代表空气在风眼内及其周围流动的方向。

成熟熱帶氣旋的橫截面圖，箭頭代表空氣在風眼內及其周圍流動的方向。

风眼通常坐落在热带气旋的几何中心，直径30到65公里之间。风眼可能完全处于透明状态，也可能含有少量云朵形成的斑点，还可能被中心密集云区遮挡。同时风眼内的风力和雨量都很小，特别是接近中心的部分，这点上与周围环绕的风眼墙形成鲜明对比，后者通常包含有风暴中最强烈的风。由于热带气旋的机制影响，风眼内及其正上方的空气温度会比周边要高。
风眼通常情况下虽然形状对称，但也可能呈椭圆等不规则形状，特别是在风暴逐渐减弱的时候。所谓“不规则的风眼”是指风眼不是圆形，且呈支离破碎之态，表明热带气旋的强度较弱，或是正在减弱。“开放式风眼”则是指风眼墙没有完全把风眼包裹起来，这也表明气旋正在减弱，并且其中的水分已经大量丧失。这些观测结果都可以用来通过德沃夏克分析法估算热带气旋的强度。风眼墙通常是圆环状，但也有可能呈现出从三角形到六面形在内的多种明显的多边形状。
虽然大多成熟风暴的风眼宽度达到数十英里，但正处于爆发性增强期的风暴却能够发展出现尺寸极小并且非常清晰的圆形风眼，这样的风眼有时会被称为“针眼”。拥有针孔式风眼的风暴容易出现大幅强度波动，给气象部门的预测工作带来困难。
直径小于19公里的风眼经常会引发眼墙置换周期，原有风眼墙外围另有新的风眼墙形成，位置在内层风眼外15至数百公里间。这时风暴中将发展出两个“同心风眼墙”，或是“一个风眼内存在另一个风眼”。大部分情况下，外围风眼墙在形成后很后会开始收紧，内层的风眼墙则会逐渐消失，这样就会出现一个规模更大但也更加稳定的风眼。通常来说眼墙置换周期会令风暴强度减弱，但新的风眼墙会在原本的风眼墙消散后很快出现收缩，令风暴得以再度增强，这又有可能引发新一轮的眼墙置换周期。
风眼的直径跨度很大，例如1960年太平洋台风季期间的台风卡门风眼就达到320公里宽，而2005年大西洋飓风季的飓风威尔玛则只有3公里。虽然风眼较大的飓风通常强度不会太高，但其中也有例外情况。例如2003年大西洋飓风季的飓风伊莎贝尔就是一例，截至2014年6月，伊莎贝尔仍是有纪录以来第11强烈的北大西洋热带气旋，其存在期间就曾保有一个直径65至80公里的大型风眼数天之久。

## 形成和探测

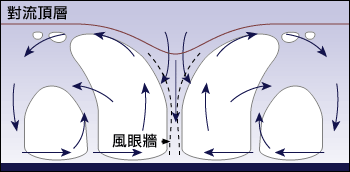
温暖的海洋上空水汽冷凝时释放的能量将引发正反馈循环，从而形成热带气旋。

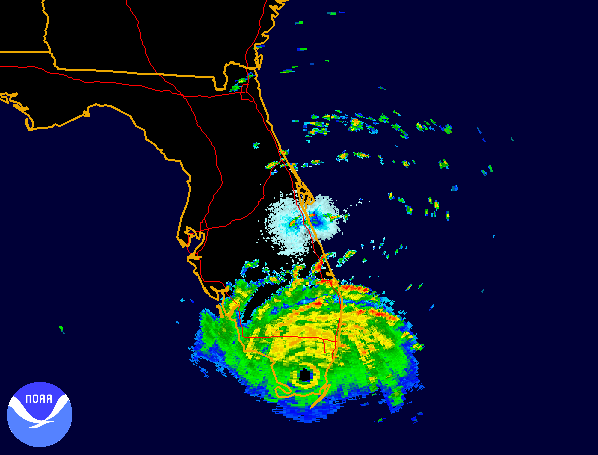
气象雷达在大多数情况下都可以很方便地探测到风眼的存在，上图即是飓风安德鲁的雷达图像，清晰显示出位于佛罗里达州最南端上空的风眼。

热带气旋通常源于热带海域的大规模扰动天气区域。随着形成并聚集起来的雷暴越来越多，风暴将会发展出雨带，这些雨带会围绕着一个共同的中心进行旋转。接下来风暴逐渐增强，距旋转中心还有一段距离的位置上会形成一片以更强烈对流组成的环。由于强烈的上升气流会伴随着强烈的雷暴和降雨，因此风暴表面的气压会开始下降，空气会在气旋上层积累。这些变化将导致上层反气旋的形成，或是在中心密集云区上方形成高气压区。因此，大部分这样形成的热带气旋上方都会有反气旋产生的气流积聚。而在逐渐形成的风眼以外，大气层上层反气旋将令朝向气旋中心的气流得到增强，令空气朝风眼墙推进，引发正反馈循环。
不过，也有小部分堆积起来的空气并不会向外流动，反而会朝内部的风暴中心流动。这会促使气压进一步降低，并且空气的重量将会抵消掉风暴中心上空气流的强度。气旋中心的空气开始沉降，形成一片基本上没有降雨的区域，这就是新形成的风眼。
这一过程中有许多方面仍然是个谜。例如科学家仍未确定为什么对流会以环状形式围绕环流中心旋转，而不是位于环流中心的上方，并且也不清楚为什么上层反气旋只会排出风暴上方的过剩空气。对于风眼形成的确切过程存在多种不同的理论解释，但唯一能够肯定的是：热带气旋要达到很高的风速，风眼是必不可少的。风眼的形成几乎总是表明热带气旋的组织结构和强度得到增强，因此气象预报人员都会密切关切正在发展风暴中形成风眼的迹象。
对于那些风眼清晰的风暴，对其风眼的探测很简单，只需查看气象卫星拍摄的图像即可。但对于那些边界模糊、或是被云层填满，或是完全被中心密集云区遮挡的风眼则必须通过其他的监测手段。船只和飓风猎人侦察机可以直接通过肉眼来观察风眼的存在，也可以通过寻找风暴中心风速较低，并且雨量很少的区域来确定风眼的位置。美国、韩国，以及为数不多的其他几个国家拥有NEXRAD气象雷达站组成的网络，可能探测到接近海岸线的风眼。气象卫星上还可以携带设备测量大气中的水蒸气和云层温度，这些数据能够用来确认逐渐形成风眼的存在。此外，科学家还在近年发现风眼中的臭氧含量远高于风眼墙，这主要是因为富含臭氧的平流层空气下沉导致。因此可以利用对臭氧敏感的工具在空气上升和下沉的气流柱中进行测量，根据得到的结果，科学家甚至可以在卫星图像能够表明风眼形成前就判断出风眼是否正在形成。

## 相关现象

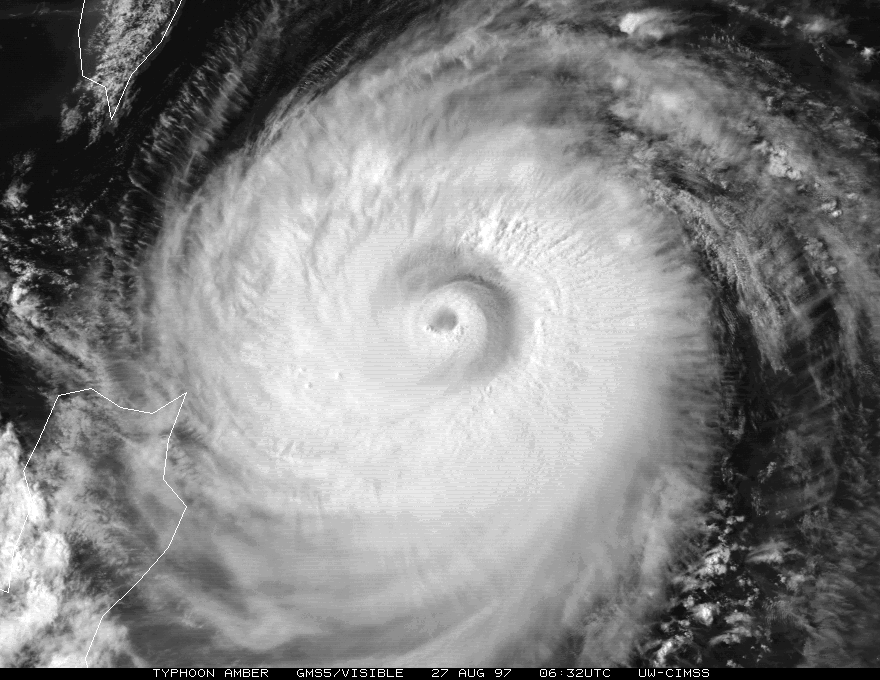
1997年太平洋台风季期间台风安珀的卫星照片，其上可以看到外围和内侧风眼墙，表明气旋正处“眼墙置换循环”。

### 眼墙置换循环
眼墙置换循环又称同心眼墙周期，通常发生在风速超过每小时185公里、或是达到大型飓风标准的强烈热带气旋中。热带气旋达到这一强度时，风眼墙已经收缩到很小，部分外围雨带可能会增强并组织成环状雷暴，形成外围风眼墙，因此出現「雙眼牆」結構。新的风眼墙缓慢收缩，逐渐夺走了内层风眼墙继续保持所需要的水分和角动量。因为气旋的风眼墙通常是其最强风力的所在，所以在眼墙置换的过程中热带气旋通常会减弱，内层风眼墙逐渐被外层“扼杀”。最终内层风眼墙将会消失，外层风眼墙则继续收缩，风暴此后有可能再度增强。
美国政府曾在20世纪60年代试图通过一项名为破风计划的实验找到改变或削弱飓风强度的方法，具体的做法包括向风眼和风眼墙外围投放碘化银等，促使新的风眼墙形成，令风暴减弱。但之后科学家发现这只是强烈热带气旋的一个自然过程，破风计划也因此很快废弃。
几乎所有强烈的热带气旋都会经过至少一次眼墙置换周期。1980年的飓风艾伦就经过了反复的眼墙置换周期，强度也在萨菲尔-辛普森飓风等级下的五级和三级标准范围反复波动。2001年飓风朱丽叶则出现了非常罕有的三层风眼墙。

### 沟壑
热带气旋中的沟壑是指风眼墙外围或是同心风眼墙之间的清晰环状区域，其中包含的是缓慢下沉的空气，产生的降水量很少或是完全没有。沟壑内的气流是由伸展和切变的累积效果主导。风眼墙之间的沟壑是一片空气转速变化较大的区域，并且变化幅度与其和风暴中心的距离成正比。这样的区域在任何拥有足够强度的旋涡中都有可能出现，但还是以强烈的热带气旋中最为常见。

### 风眼墙中尺度涡旋
风眼墙的中尺度涡旋是指强烈热带气旋风眼墙中的小规模涡旋。总的来说，这种涡旋和漩涡龙卷风中的小型吸力漩涡类似。这些涡旋内的风速有可能会比风眼墙内其它任何地方都快。风眼墙中尺度涡旋在那些正在强化的热带气旋中最为常见。
风眼墙出现“中尺度涡旋”通常表明热带气旋会出现异常举动，一般会围绕低气压中心旋转的气旋，有时会停止移动，甚至还有记载表明风眼墙中尺度涡旋曾穿越风暴的风眼。这些现象既有在实际观测中发现、也曾于实验中证实，并且理论上也已经有了解释。
风眼墙的中尺度涡旋对热带气旋登陆后催生龙卷风有着关键性的作用。这些中尺度涡旋可以在单独的雷暴中催生出旋转气流，产生中尺度气旋，进而引发龙卷风活动。热带气旋登陆时会与陆地产生摩擦，使得中尺度涡旋下降到地表，导致龙卷风形成。

### 体育场效应

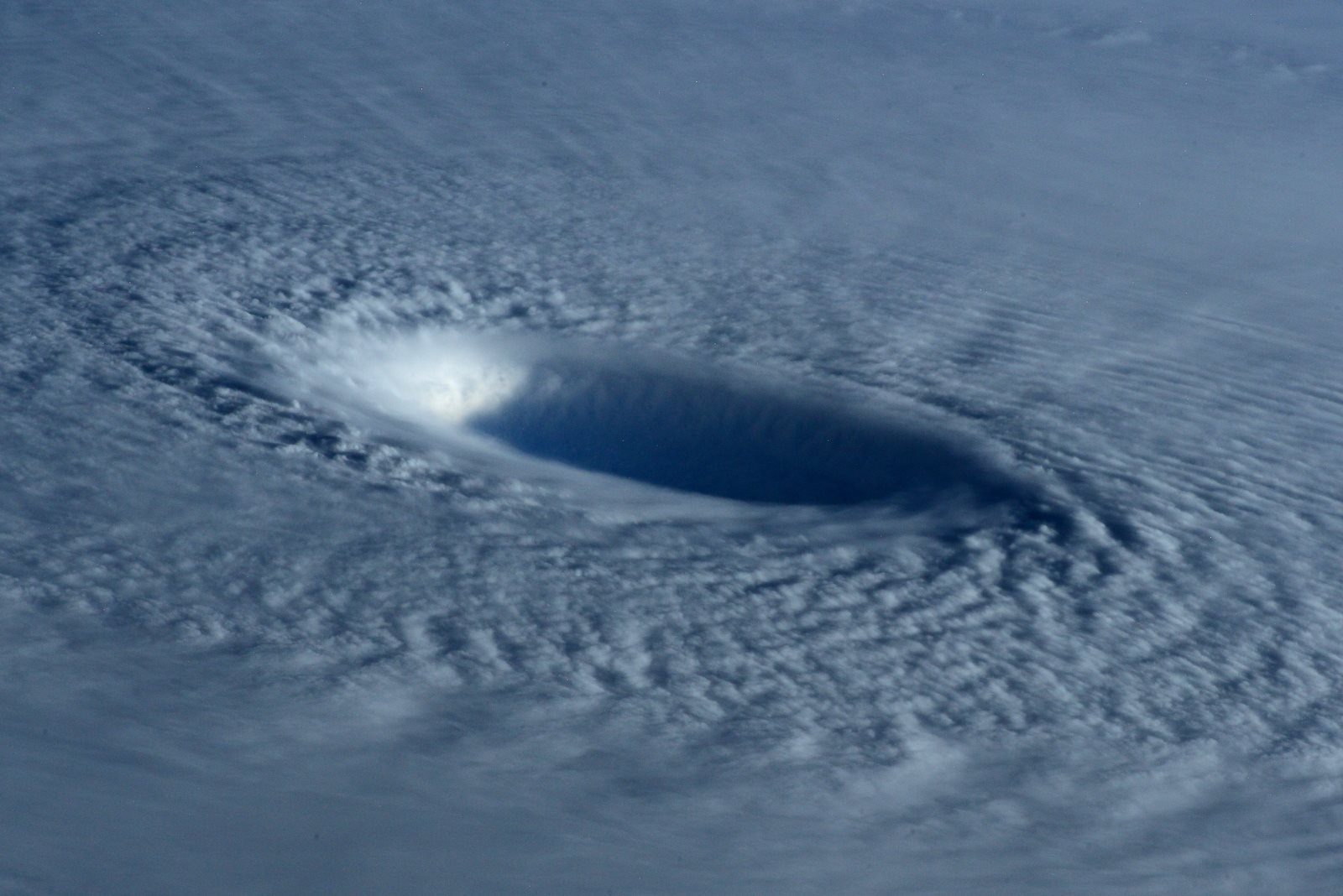
2015年3月31日，从国际空间站上拍下了这张台风美莎克的风眼照片，显示有明显的“体育场效应”。

“体育场效应”是强烈热带气旋的一种常见现象，风眼墙的云层从表面向外凸出。在这样的情况下，风眼看上去就像是一个开放式的圆顶，仿佛是个体育场。风眼总是位于风暴顶端并且尺寸较大，风暴最底端则最小，因为风眼墙中的上升空气跟随相同角动量的等值线活动，并且也会向外凸出。风眼非常小的热带气旋的体育场效应最为明显。

### 眼状特征
正在强化的热带气旋中经常可以发现眼状特征，看上去和风眼类似，都是风暴环球中心的一片缺少对流的圆形区域（即对流空洞）。眼状特征在正在增强的热带风暴和一级飓风中最为常见。以2005年飓风贝塔为例，其风速在每小时80公里时就出现了眼状特征，这一强度还远远低于飓风标准。这一特征通常无法在太空中通过可见光波长或是红外线波长发现，但在微波卫星图像中就可以很轻易地找到。眼状特征在中层大气层的发展与完整的风眼类似，但由于垂直风切变的影响，这一特征有可能会出现水平位移。

### 云卷风眼
“云卷风眼”是热带气旋中心当中，由螺旋云带旋卷成之缺乏组织的眼墙，结构看来较不佳。此现象以发生在热带气旋环流中吹西北风象限内者较为普遍，其维持时间随当时形成热带气旋的气象环流条件不同而异，出现时间或长或短。

## 危害
虽然风眼是风暴中已知最平静的部分，其中通常云淡风轻，但位于海上时却往往是最危险的区域。风眼墙中海浪因风的驱动都朝同一方向前进，但风眼中心的海浪却会自四面八方向中间收紧，飘忽不定的浪头可能相互堆积起来发展成疯狗浪。飓风中的最大浪高暂无定论，但测量数量表明2004年的飓风伊万在处于四级强度时，其风眼墙附近巨浪的有效波高估计超过了40米。
受到飓风或台风袭击地区的居民经常会犯下这样的错误，在相对平静的风眼经过时就以为风暴已经过去，于是走出户外检查财产遭受的损失，结果被另一面的风眼墙杀了个措手不及，这在那些不经常遭受这类气象灾害打击的地区更为常见。美国国家气象局强烈建议人们在整场风暴过去前都不要离开避难所。

## 其他风暴

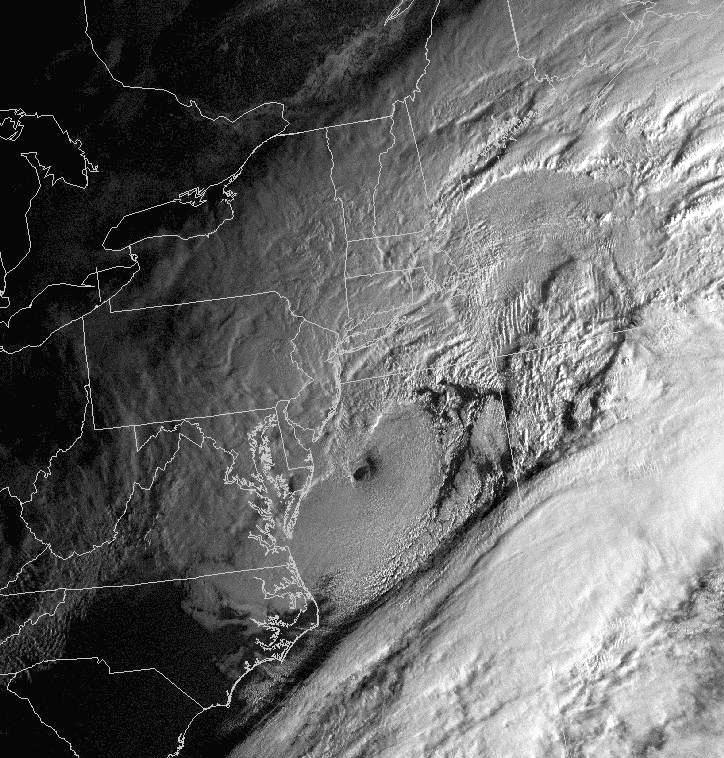
2006年北美暴风雪就是一场温带风暴，在其处于最高强度时表现出眼状特征（如图上德玛瓦半岛以东不远处）。

虽然只有热带气旋中拥有这种正式名称叫“风眼”的结构，但还是有其它天气系统中也可以呈现出类似的眼状特征。

### 极地低压
极地低压属中尺度天气系统，通常位于两极附近，跨度小于1000公里。与热带气旋类似，极地低压在相对温暖的水面上空形成，其中可以包括深层对流和烈风或更高强度风速。但是与热带系统不同的是，其活跃的区域温度远低于热带气旋，纬度则相反。极地低压通常规模较小，持续时间也短，很少能够存在超过一天。虽然有这些区别存在，但极地低压的结构仍然可能和热带气旋非常相似，其中会有一个清晰的“眼”，周围有“眼墙”和雨带或雪带环绕。

### 温带风暴
温带气旋是指多个不同气团的边界中存在的低气压区。几乎所有位于中纬度地区的风暴都属于温带风暴，其中包括北美东北风暴和欧洲风暴。最强烈温带风暴中气压最低的位置可能会出现一个清晰的“眼”，其周围通常由位置较低、靠近风暴末端的云层环绕，不过这些云层没有对流性质。

### 亚热带风暴
亚热带风暴是指拥有部分温带天气系统特征和部分热带系统特征的气旋，因此其中可能会有眼状特征，但又不具备真正的热带系统特质。亚热带风暴可能会非常危险，产生狂风巨浪，而且经常会演变成热带风暴。对此，美国国家飓风中心从2002年开始为亚热带风暴命名并发布公告。

### 龙卷风
龙卷风是规模较小但极具破坏力的风暴，可以产生的地球上最快的风速。龙卷风主要分两类，其中单漩涡龙卷中只包括一个旋转的空气柱，多漩涡龙卷则包括小型吸力漩涡，仿佛多个小型龙卷风齐集在一起，并且全部围绕同一个中心旋转。这两类龙卷风在理论上来说都拥有较为平静的中心，一些气象学家把这些中心称为“眼”。目击者的描述和气象雷达的多普勒速度观测都证实了这一理论。

## 外星风暴

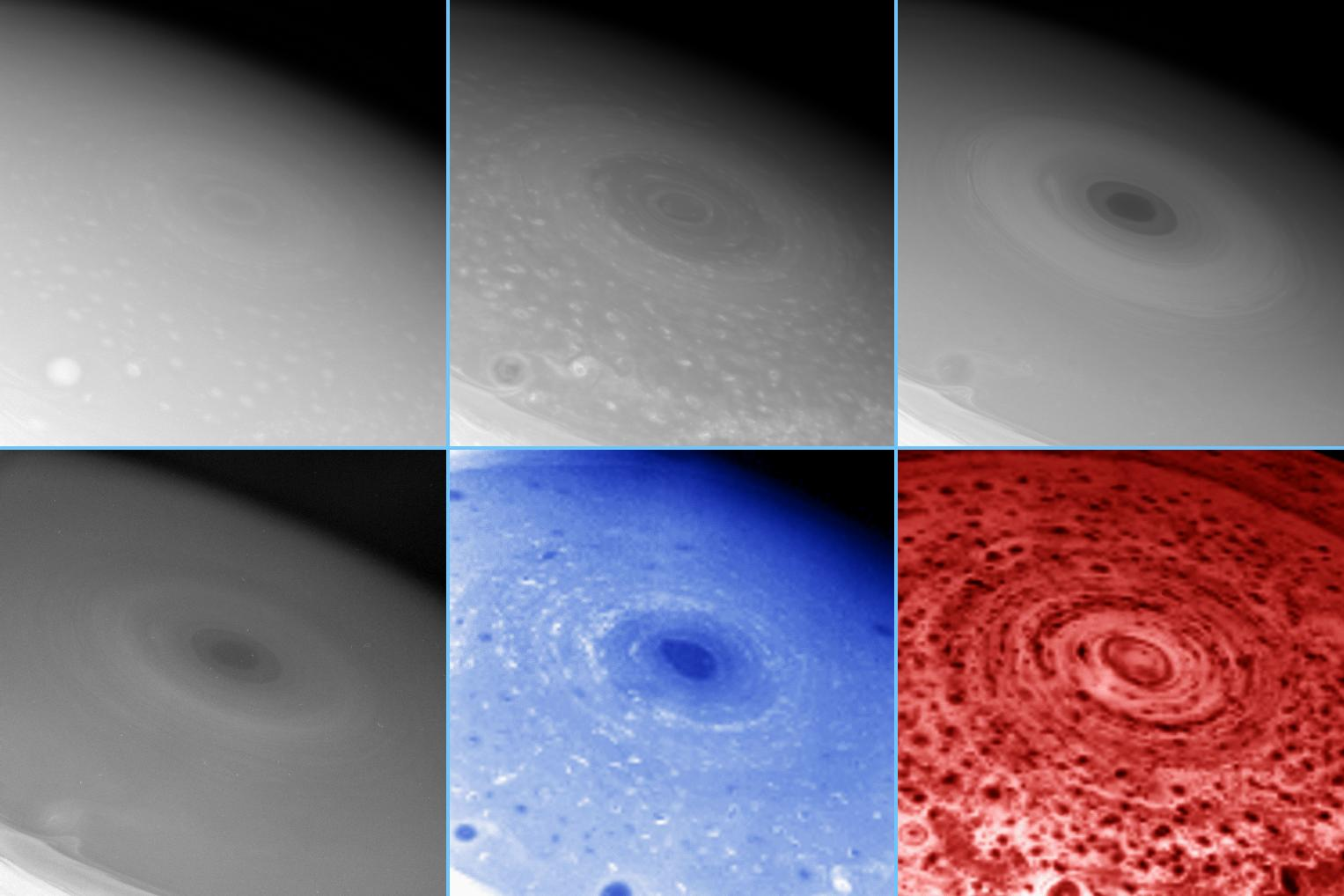
土星的南极出现一个飓风般的风暴，显示出数十公里高的风眼墙。

美国国家航空航天局曾在2006年11月发布报告，称卡西尼号太空船在土星南极发现“飓风一般”的风暴，这一风暴还拥有非常层次分明的风眼墙。人类此前还从未在地球外的任何行星上发现过风眼墙云带，伽利略号探测器之前试图观察木星大气层中的风眼墙也未能成功，因此卡西尼号的这次发现有着非同一般的意义。2007年，欧洲空间局的金星特快车在金星的两极都发现了非常大规模的涡流，其中都拥有相似的眼状结构。